# Miguel Itzigsohn
Miguel Itzigsohn (1908-1978) était un astronome argentin.
Il découvrit 15 astéroïdes (entre 1948 et 1954, d'après le Centre des planètes mineures) et étudia également les comètes.
Il fut directeur de département de 1955 à 1972 à l'observatoire astronomique de l'université de La Plata, et spécialiste en astrométrie et en mécanique céleste.
L'astéroïde (1596) Itzigsohn a été nommé en son honneur.

## Astéroïdes découverts
| (1569) Evita       | 3 août 1948        |
| (1571) Cesco       | 20 mars 1950       |
| (1581) Abanderada  | 15 juin 1950       |
| (1582) Martir      | 15 juin 1950       |
| (1588) Descamisada | 27 juin 1951       |
| (1589) Fanatica    | 13 septembre 1950  |
| (1596) Itzigsohn   | 8 mars 1951        |
| (1608) Muñoz       | 1er septembre 1951 |
| (1684) Iguassú     | 23 août 1951       |
| (1688) Wilkens     | 3 mars 1951        |
| (1779) Paraná      | 15 juin 1950       |
| (1800) Aguilar     | 12 septembre 1950  |
| (1801) Titicaca    | 23 septembre 1952  |
| (1821) Aconcagua   | 24 juin 1950       |
| (1970) Sumeria     | 12 mars 1954       |